# Tiempo fuera (psicología)

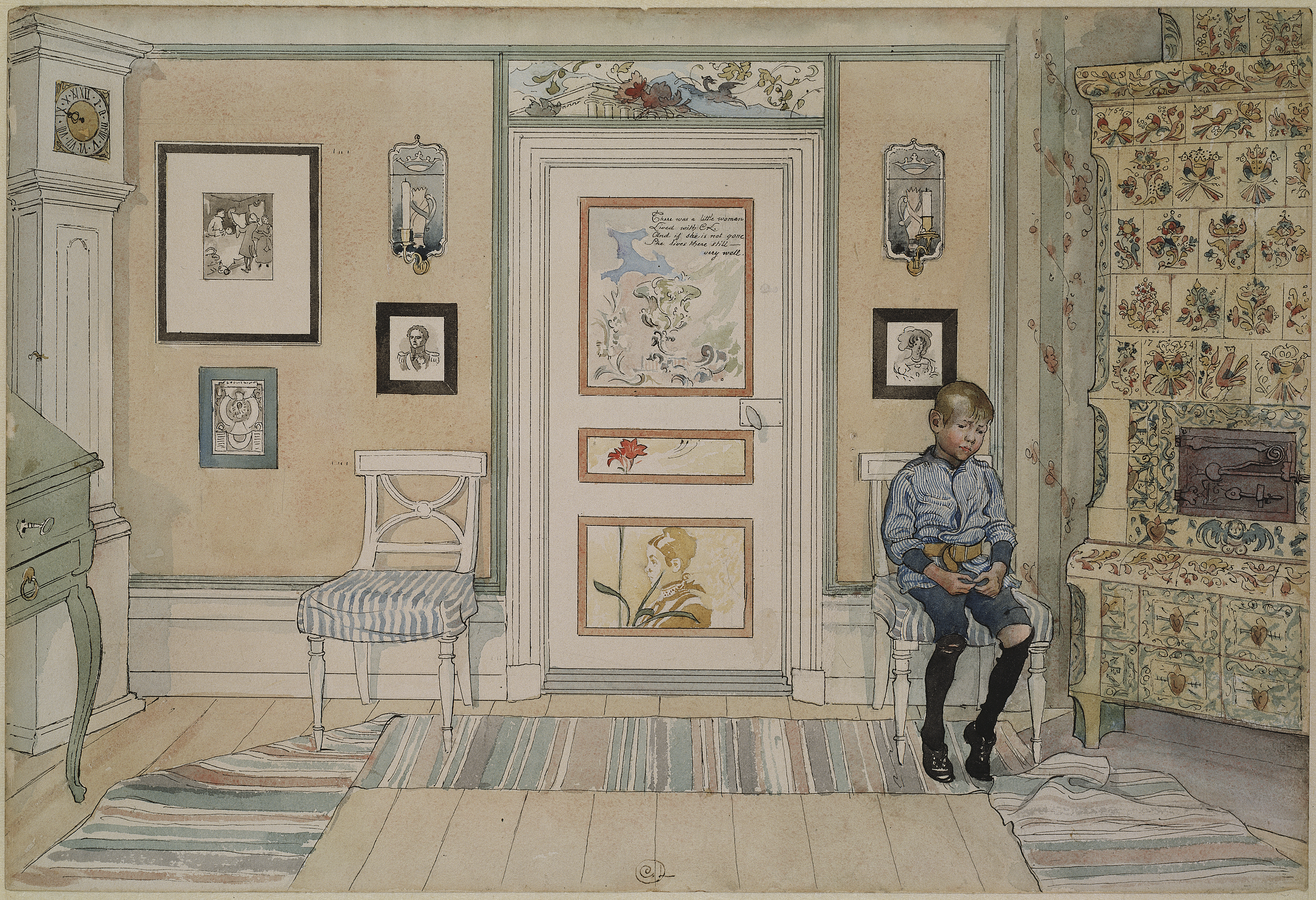
Time-out, pintura de Carl Larsson

El tiempo fuera, tiempo fuera de reforzamiento positivo o rincón de pensar, es una técnica psicológica de modificación del comportamiento, que busca eliminar conductas indeseables; es ampliamente utilizada para modificar el comportamiento en niños, no obstante, se aplica en personas de cualquier edad. Se ha mostrado útil como alternativa al castigo físico, regaños, y cuando técnicas como la extinción no han resultado satisfactorias.

## Descripción
Consiste en aplicar un entrenamiento de omisión (retirar un estímulo agradable), al privar al sujeto de la oportunidad de obtener un reforzador, aislándolo durante un periodo de tiempo que será entre 5 y 20 minutos en adultos, o 1 minuto por cada año de vida en niños, sin exceder los 10 minutos (para evitar que encuentre reforzadores alternativos). Debe ser aplicado inmediatamente después de realizada la conducta que se desea eliminar.
Dado que este es un procedimiento desagradable, es esperable que los niños intenten huir, gritar o agredir a quien lo aplica, ante lo que se aconseja aplicar extinción o aumentar la duración del tiempo fuera. En ningún caso es recomendable discutir o responder a las agresiones.
Existen 4 variantes del tiempo fuera:
- tiempo fuera de aislamiento: consiste en trasladar al sujeto a un lugar menos reforzante.
- tiempo fuera de exclusión: el sujeto puede permanecer en el lugar, pero se le niega el acceso al reforzador (tapándole los ojos, por ejemplo).
- tiempo fuera de no exclusión: se permite al sujeto permanecer en el lugar pero sin acceder al reforzador, mientras presencia como otros si acceden a él.
- tiempo fuera autoimpuesto: utilizado en terapia de pareja, el sujeto se somete a sí mismo al tiempo fuera a fin de evitar confrontaciones.

Un ejemplo de esta técnica sería que, ante un comportamiento agresivo de un niño para quitarle el juguete a un compañero, se le explican las normas por las que no debe hacerlo, si la conducta no termina, se le advierte que habrá tiempo fuera, si aun así no hay respuesta, se lo conducirá de manera tranquila (para evitar reforzar mediante la atención que se le presta) a otro lugar (como un corredor o baño, donde no haya objetos peligrosos o que puedan resultar reforzantes), y se le explicará la razón de que esté ahí; transcurrido el tiempo previsto se le permitirá volver al contexto original.